# نبرد نهایی (فیلم)
نبرد نهایی 
(به تلوگویی: Aakhari Poratam) یا نبرد آخر فیلمی محصول سال ۱۹۸۸ و به کارگردانی کی. راگاوندرا رائو است. در این فیلم بازیگرانی همچون سری دوی، آکینی ناگرجونا، سوهاسینی مانیراتنام، آمریش پوری ایفای نقش کرده‌اند.